# کامی کلودل

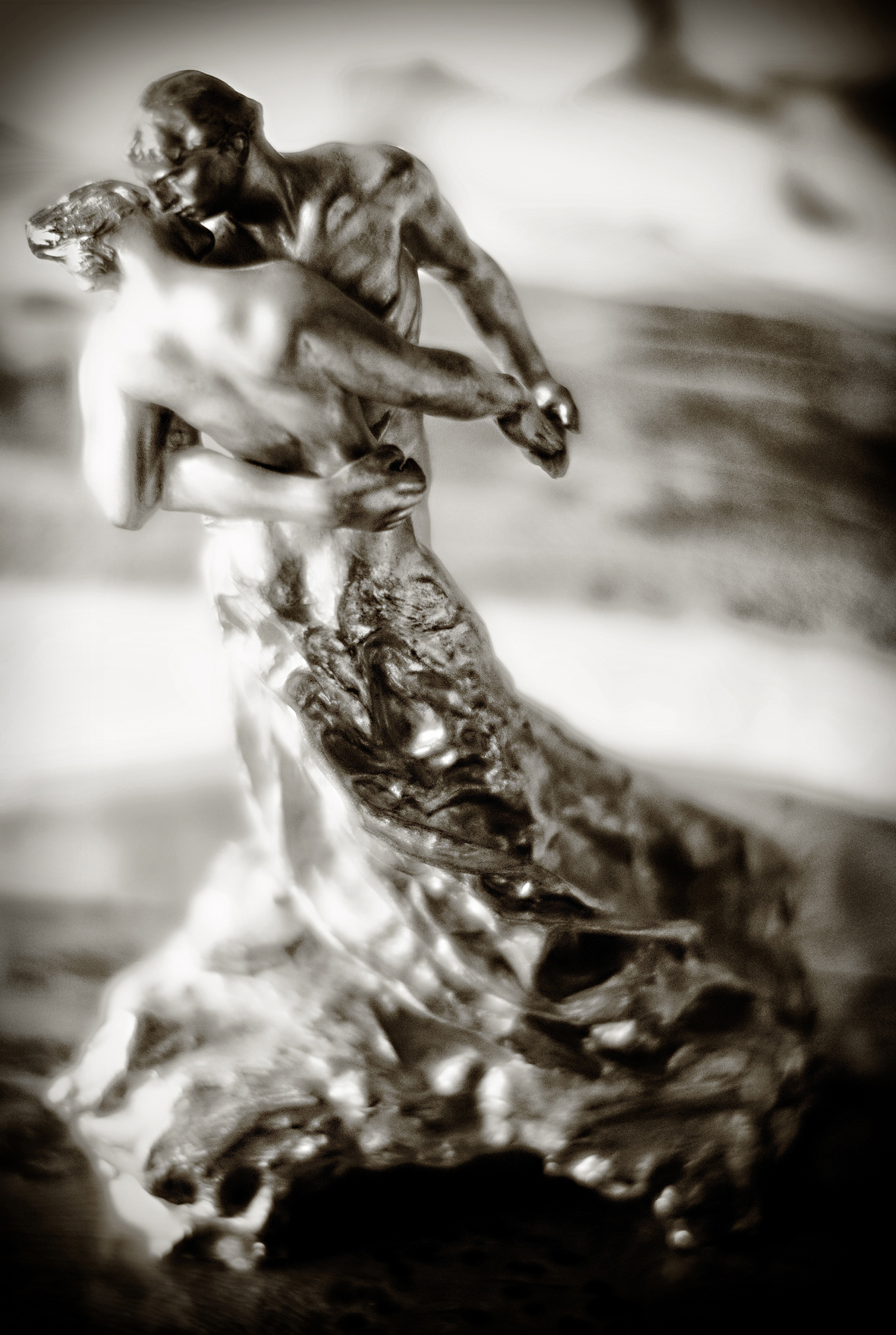
والس, در سال ۱۸۸۹ ایده ساخت به ذهنش رسید و در سال ۱۹۰۵ آن را به مرحله اجرا در آورد

کامی کلودل (به فرانسوی: Camille Claudel)‏ (۸ دسامبر ۱۸۶۴ – ۱۹ اکتبر ۱۹۴۳) مجسمه‌ساز فرانسوی و هنرمند گرافیک بود. او خواهر پل کلودل، شاعر و دیپلمات بود.

## سالهای اولیه
کامی کلودل در دوره‌ای مجسمه‌ساز شد که زنان را به گلدوزی بیشتر تشویق می‌کردند و مجسمه‌سازی کاری مردانه بود. کامی و برادرش پل و خواهرشان لوییز از همان کودکی به کارهای هنری علاقه‌مند بودند و سرانجام نیز هر سه هنرمند شدند. پل کلودل نویسنده شد و لوییز آهنگساز و کامی مجسمه‌ساز.

## دورهٔ خلاقیت
کامی به دلیل علاقه‌مندی به مجسمه‌سازی در ۱۷سالگی ساکن پاریس شد و توانست وارد آکادمی کولاروسی و شاگرد آلفرد بوشر شود تا در آن‌جا مجسمه‌سازی را به‌صورت حرفه‌ای یاد بگیرد. بیست‌ساله بود که شاگرد اگوست رودن شد و از او بسیار آموخت؛ معشوقه‌اش و سپس عاشق استادش شد. رودن استعداد شگفت‌انگیز و شور و شوریدگی بی‌پایان کامی را کشف می‌کند و از او می‌خواهد که در آتلیه‌اش با او همکاری داشته باشد.کامی و رودن در مدت پانزده سالی که با هم بودند، بر آثار همدیگر تأثیر بسیاری گذاشتند که این تأثیر به هیچ‌وجه از هم قابل تفکیک نیست. ویژگی کار کامی کلودل در نگاه زنانه و اروتیسم و شور عاشقانه و شوریدگی شاعرانه و مرگ‌بار او است. کامی آثار بسیاری خلق کرد ولی هنر حرفه‌ای کامی در سایهٔ شهرت رودن و عشق‌اش خاموش ماند. کامی از رابطه عاشقانهٔ مرگ بارش با رودن رنج می‌برد؛ چون رودن نمی‌خواست از رز بوره، «زنی که بعدها با او ازدواج کرد» جدا شود.

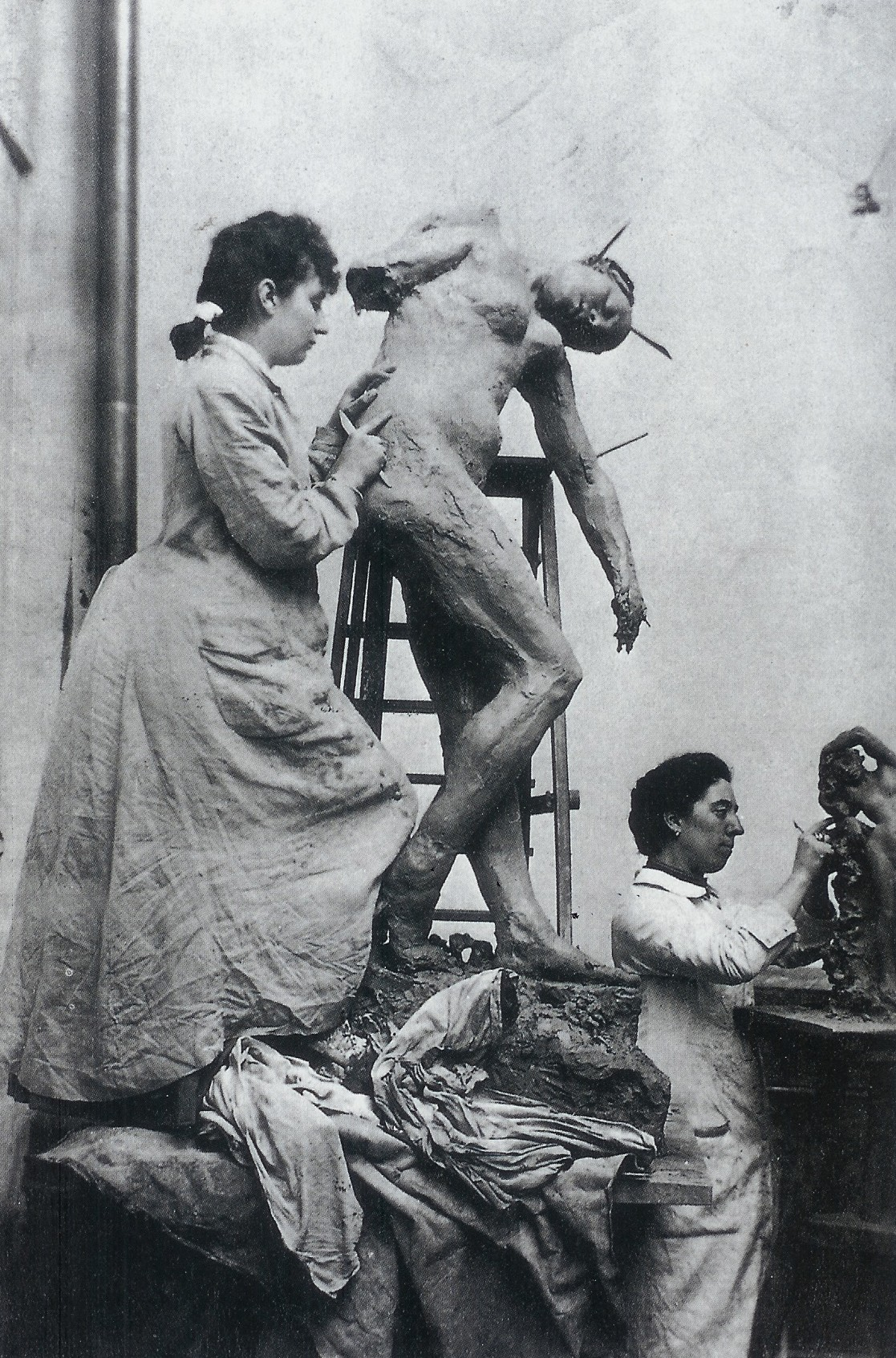
کامی کلودل در کارگاهش (اواسط دههٔ ۱۸۸۰)

## بیماری و بستری شدن
کامی در سال ۱۸۹۲پس از سقط جنین، از تعهد رودین نسبت به خود و عشقش ناامید گشت و تصمیم به پایان این رابطه گرفت. اما کامی و رودین تا سال ۱۸۹۸ به دلایل کاری همدیگر را ملاقات میکردند. خانواده بورژوا و ثروتمند کلودل که نمی‌خواهند او در پاریس به حالِ خودش رها باشد، در ۱۰ مارچ ۱۹۱۳ برادرش درخواست بستری وی را در اسایشگاه روانی داد و او را در مؤسسه‌ای در پروونس زندانی می‌کنند. شواهد نشان می‌دهد که وی در آن زمان در هوشیاری کامل به سرمی‌برد و در کارگاهش مشغول به کار بود. وقتی او را بستری کردند دکترها سعی کردند خانواده کامی را متقاعد کنند که وضعیت وی در آن حد وخیم نیست که نیاز به بستری باشد اما مادرش نپذیرفت. کامی در آن‌جا در میان آدم‌هایی دچار اختلالات روانیِ جدی که به‌طور دایم در حال ناله، داد و فریادند و نیاز به مراقبت‌های اولیه دارند، گرفتار می‌شود. دورهٔ جنون کامی کلودل و اقامتش در آسایشگاه ۲۶ سال طول کشید. در این مدت اسارت بی پایان، برادرش تنها ۷ بار به او سر زد. مادرش هرگز به ملاقات وی نرفت و خواهرش تنها یک بار او را ملاقات کرد. پس از مرگ او، هیچکس از خانواده اش به تشییع جنازه وی نرفت.

## سینما
- کامی کلودل (۱۹۸۸)، کارگردان: برونو نویتن
- کامی کلودل ۱۹۱۵ (۲۰۱۳)، کارگردان: برونو دومون